# Vase à céleri

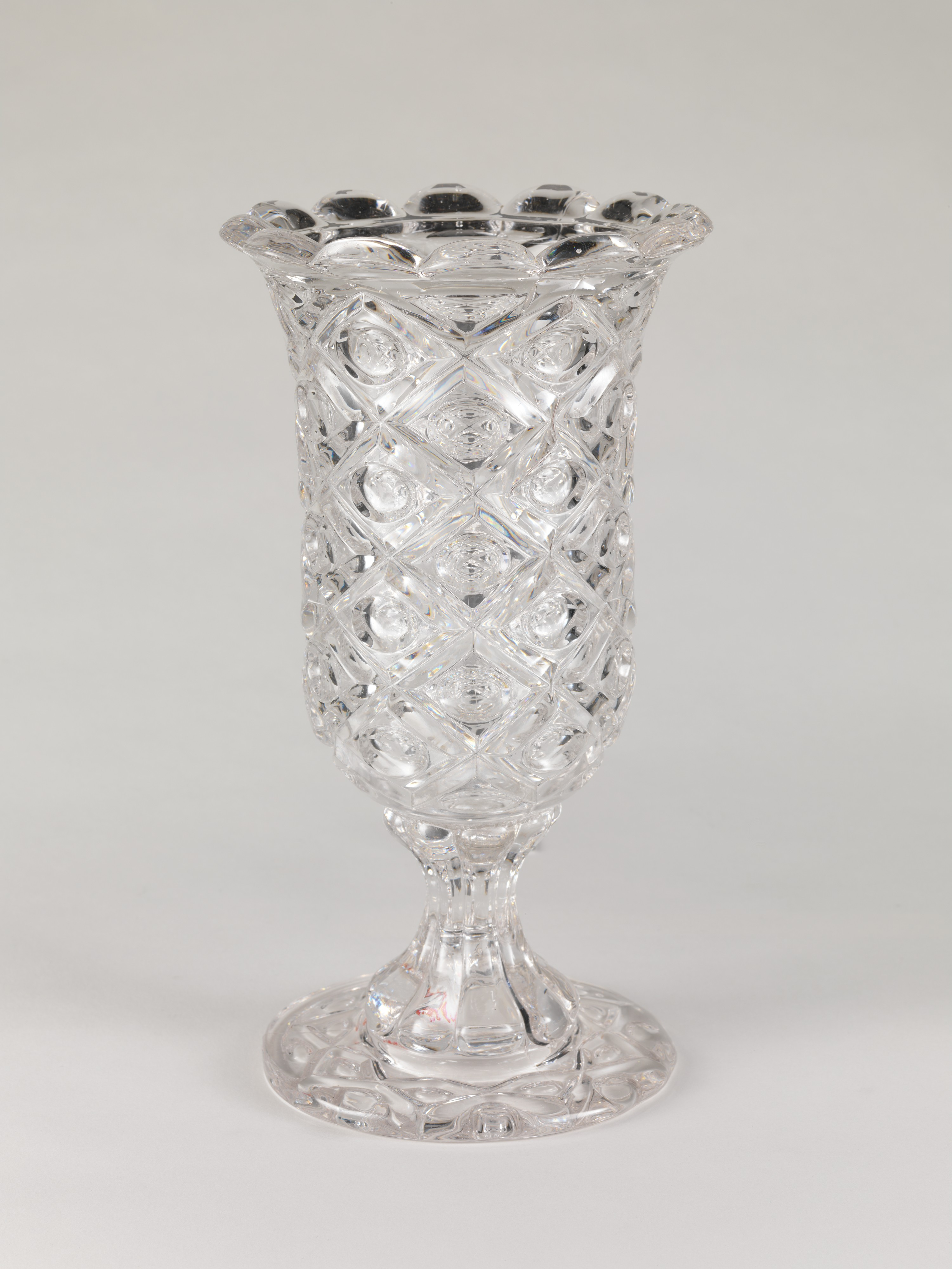
Un vase de céleri en verre pressé, produit entre 1850 et 1870, dans la collection du Metropolitan Museum of Art.

Un vase à céleri est un type de vaisselle en verre. Développés à l'époque victorienne, les vases à céleri présentaient le céleri comme pièces maîtresses pendant les repas.
Le céleri a été introduit en Angleterre depuis la région méditerranéenne au début du XIXe siècle. Les agriculteurs ont commencé à cultiver le céleri dans l'est de l'Angleterre. Il était difficile à cultiver, ce qui en faisait un aliment de luxe. En conséquence, les ménages victoriens de la classe supérieure et moyenne affichaient leur céleri cru dans des vases spéciaux. Les vases étaient disponibles en céramique et en argent, cependant, le verre était préféré afin que le céleri puisse être vu dans le vase par les convives. Ils étaient souvent présentés comme centres de table à manger, soit comme présentoir autonome, soit pour compléter un plat ou une trempette au céleri.
Les vases de céleri ont été annoncés aux États-Unis dès 1801 et ont continué à être promus par les détaillants, le journalisme féminin et les manuels d'étiquette. Ce dernier a fait la promotion du céleri pour qu'il soit exposé dans les vases et consommé pendant le cours de salade.
Les vases étaient des cadeaux de mariage courants et étaient souvent gravés avec les noms des jeunes mariés sur le fond. Les vases ont commencé à décliner en popularité en 1900. Finalement, la production de masse de vases de céleri et le processus de plus en plus facile de la culture du céleri ont entraîné une baisse de la popularité des vases. Un livre de cuisine de 1916 présentait une recette "Céleri en verre".
Le Metropolitan Museum of Art possède une collection de vases de céleri.

## Galeries

Collection du Metropolitan Museum of Art
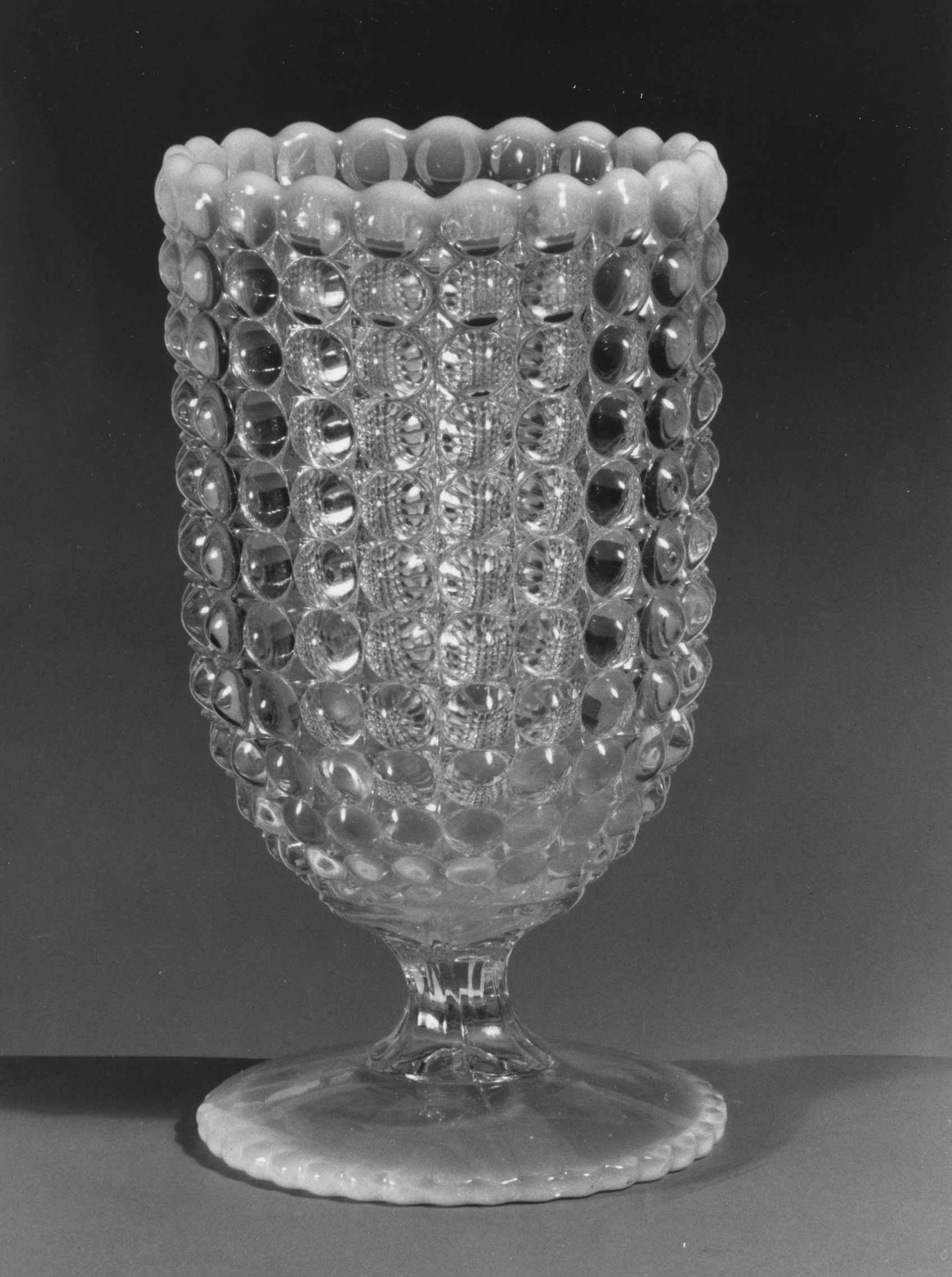
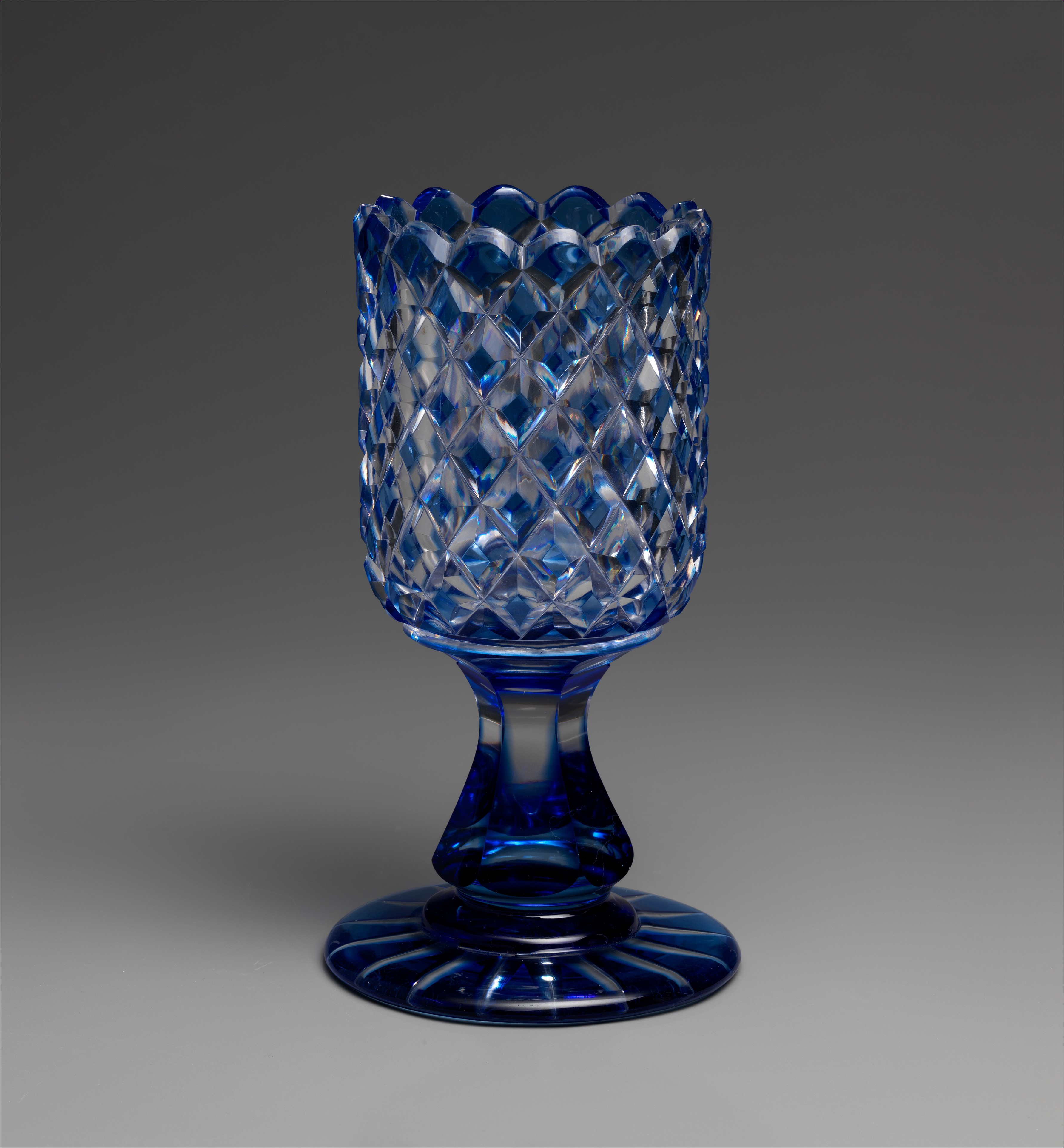
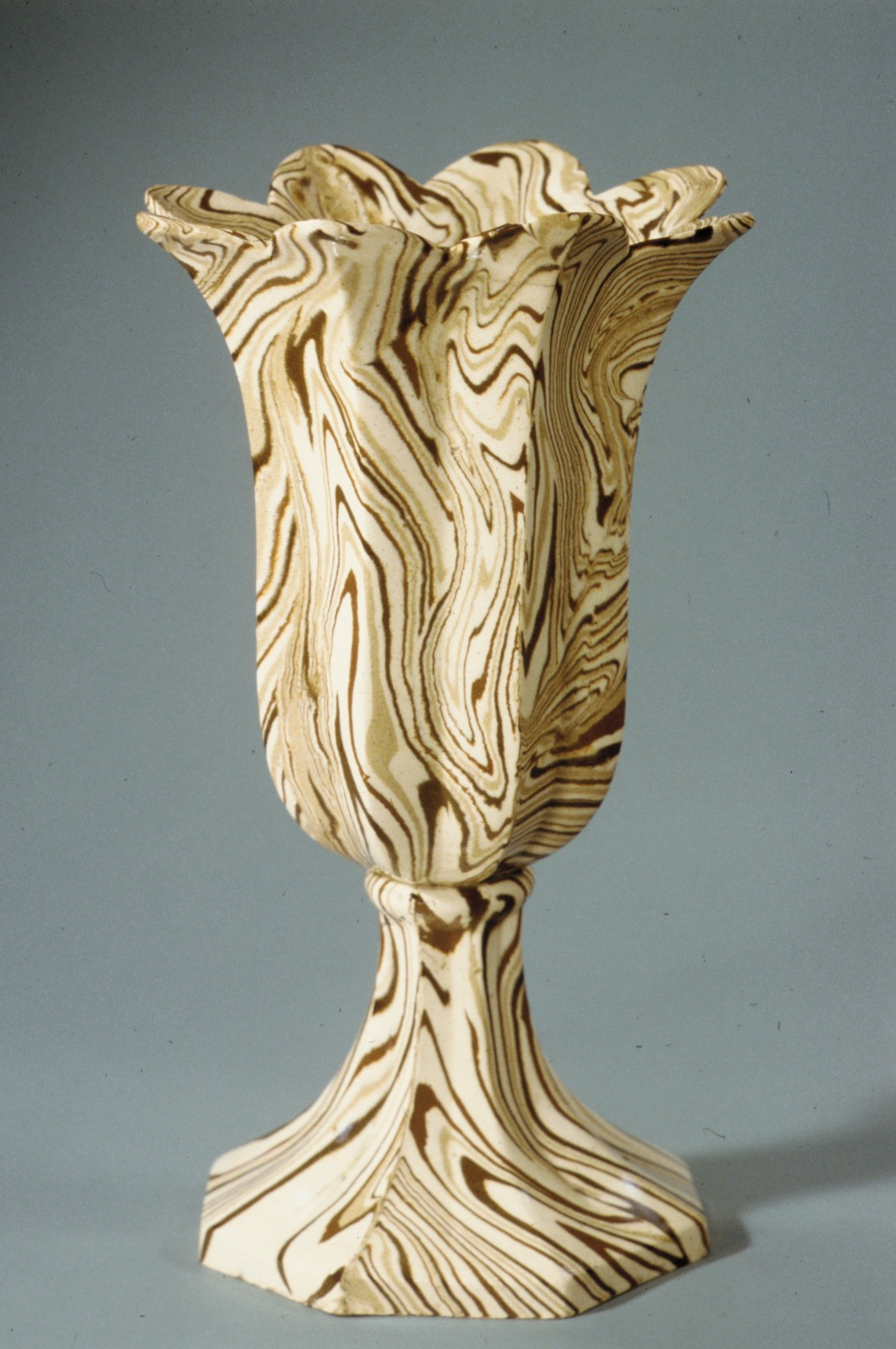
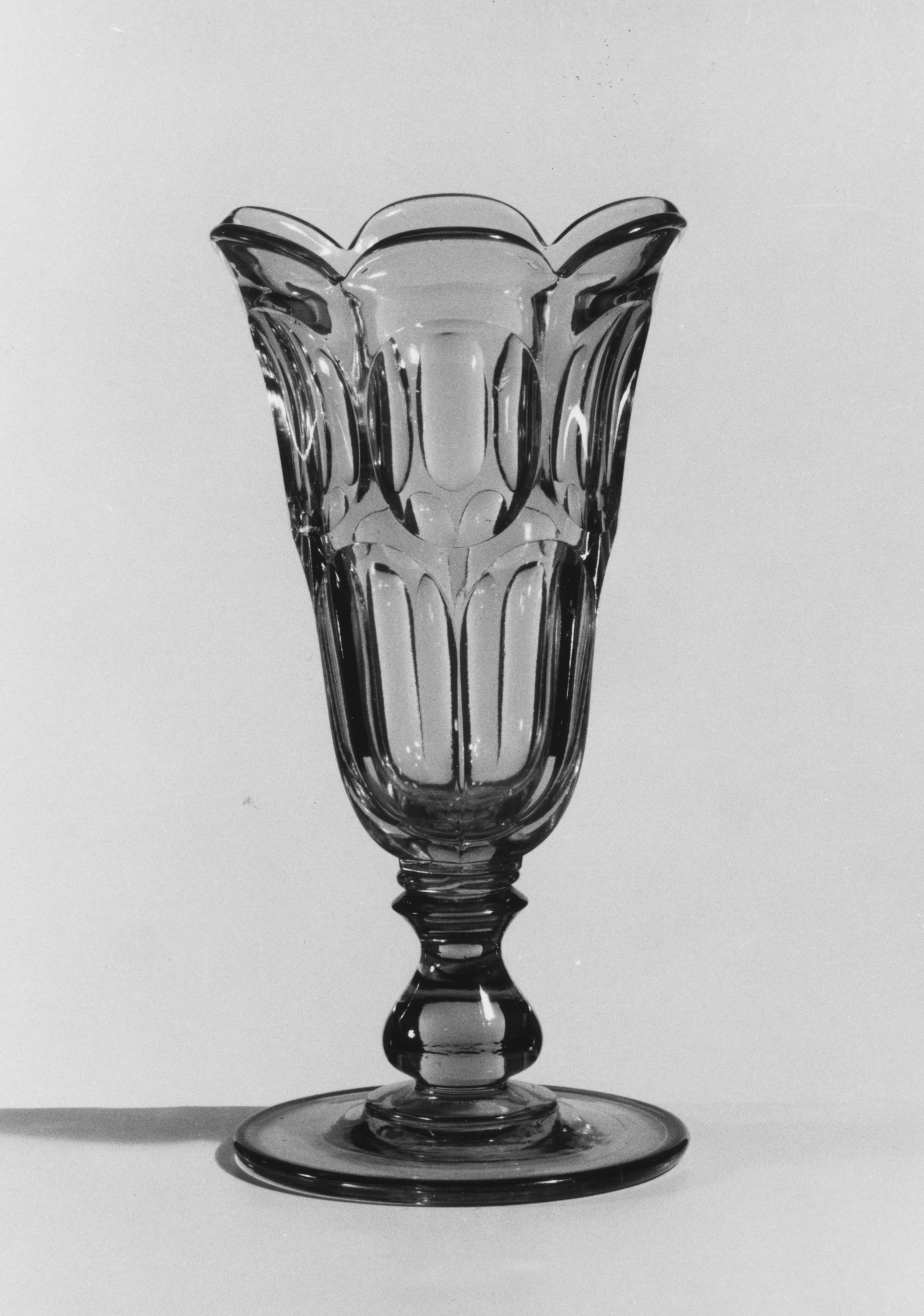